# 33251 Marcvandenbroeck
(33251) Marcvandenbroeck (1998 HS24) is een planetoïde met een diameter van 5,528 km. De asteroïde werd ontdekt op 22 april 1998 door Thierry Pauwels in de Koninklijke Sterrenwacht van België te Ukkel. De planetoïde werd genoemd naar de directeur van Volkssterrenwacht Urania in Hove (België).

## Baanelementen
De baan van deze planetoïde wordt gekenmerkt door een halve lange as van 2,99 AE, een perihelium van 2,87 AE, een excentriciteit van 0,04 en een inclinatie van 12,08° ten opzichte van de Ecliptica. Vanwege deze kenmerken, namelijk een halve lange as tussen 2 en 3,2 AE en een perihelium groter dan 1,666 AE, is hij volgens de JPL Small-Body Database geclassificeerd als een object in de planetoïdengordel.

## Fysieke eigenschappen
(33251) 1998 HS24 heeft een absolute magnitude (H) van 14,15 en een geschat albedo van 0,159, wat hem een diameter geeft van 5,528 km. Deze resultaten zijn verkregen met behulp van waarnemingen van de Wide-field Infrared Survey Explorer (WISE), een Amerikaanse ruimtetelescoop die in 2009 is gelanceerd om de hele hemel in het infrarood te observeren, en in 2011 is gepubliceerd in een artikel met de eerste resultaten voor planetoïden in de hoofdgordel.